# 吉田早希 (柔道)
吉田 早希（よしだ さき、1975年2月20日 - ）は、奈良県奈良市出身の日本の柔道家。現役時代は70kg級と72kg級の選手。身長は164cm。得意技は背負投、払腰。

## 人物
小さい時は弟が柔道をやっていたことから弟の試合や練習をよく見学していた。その後、小学校4年の時に弟の所属する奈良クラブから声を掛けられたことがきっかけで柔道を始めた。
都南中学に入学するが、女子部員は少なく男子部員は照れてしまうこともあって、京都にある城陽松本道場で本格的な稽古を積むことになった。この当時は試合で負けたりすると熱心な父親によく殴られたことから、柔道が嫌になったこともあった。しかし、近畿大会で2年連続優勝を飾るなど実績を残し始めると前向きな気持ちになっていった。
高校はこの当時女子柔道が盛んだった大阪の桜宮高校か兵庫の夙川学院高校にしようか思案していたところ、吉岡行正が監督を務める夙川学院高校柔道部の雰囲気が生徒にやる気を出させるような良好なものだとの感触を得たことで、夙川学院高校への進学を決めた。入学当初は周囲に誰も知っている生徒がおらず、またシャイな性格だったこともあって疎外感を感じていたが、次第に慣れていった。
1年の時には新設されたインターハイ女子団体戦で、1年先輩である56kg級の藤原孝子とともに活躍して決勝で柳川高校との対戦になると、同じ1年の佐野奈津子との代表戦を判定ながら制して夙川学院の優勝に貢献した。高校選手権では72kg級で優勝を飾った。2年の時にはインターハイ女子団体戦の予選リーグで柳川高校と対戦すると、両チーム0-0の引き分けだったが、日大藤沢高校戦では3-0で勝利して2-0だった柳川をかわして予選リーグを突破して優勝に大きく前進した。藤原とともに活躍して決勝まで進み埼玉栄高校と対戦すると、代表戦で赤岡志保を内股の技ありで破って2連覇を成し遂げた。高校選手権では決勝で沼津高校2年の久保田有希を内股巻込の技ありで破って2連覇を果たした。3年の時にはインターハイ女子団体戦の準々決勝で阿蘇高校と対戦して一本勝ちするが、1年後輩の山下まゆみが敗れるなどして3連覇はならなかった。世界ジュニアでは日本の女子選手としては1984年に世界選手権52kg級を制した山口香以来2人目となる世界大会での金メダルを獲得した(1988年のソウルオリンピック66kg級で優勝した佐々木光は公開競技だったことから正式な世界大会とは見なされていないため)。全日本女子柔道強化選手選考会では3位だったが、バルセロナオリンピック銀メダリストであるミキハウスの田辺陽子の代わりで出場した福岡国際では準決勝でバルセロナオリンピック銅メダリストで元世界チャンピオンでもあるオランダのイレーネ・ドゥコックを大外返で破ると、決勝では同じくバルセロナオリンピック銅メダリストであるフランスのレティシア・メイニャンを2-1の判定ながら破って優勝を飾った。
筑波大学に進学すると、1年の時には全日本学生柔道優勝大会の決勝で国士舘大学と対戦すると引き分けるがチームは敗れて2位にとどまった。全日本学生選手権では決勝で龍谷大学4年の増田仁子に一本背負投で敗れて2位だった。福岡国際でも決勝で住友海上の福場由里子に腕挫十字固で敗れて2連覇はならなかった。
2年の時にも全日本学生選手権で決勝まで進むが、拓殖短期大学1年の185cmで120kgもある妹尾ひでみに払腰で敗れた。全日本女子柔道強化選手選考会では一度は引退を表明しながら復帰してきたばかりの田辺に指導で敗れて3位だった。
3年の時には正力杯の決勝で埼玉大学1年の天尾美貴を効果で破って優勝すると、ユニバーシアードでもこの大会の1ヵ月後に世界チャンピオンとなるキューバのディアデニス・ルナを大腰の有効で破り優勝を果した。福岡国際では2位にとどまった。
4年の時には体重別で決勝まで進むも田辺陽子に判定で敗れてアトランタオリンピック代表にはなれなかった。正力杯では決勝で昨年に続いて天尾を袈裟固で破って2連覇を達成した。アジア選手権でも優勝を飾った。全国女子柔道体重別選手権大会では72kg超級から階級を下げてきた明治大学2年の阿武教子に有効で敗れて2位だった。ドイツ国際では決勝でベルギーのハイジ・ラケルスを破って優勝を飾った。
1997年にミキハウスに入社すると、体重別では決勝で阿武に効果で敗れて2位にとどまったが、東アジア大会では優勝を飾った。その後、階級制度が変更されると70kg級の選手となり、1998年の体重別では3位ながらもワールドカップ国別団体戦のメンバーに選ばれたが5位にとどまり結果は残せなかった。1999年の体重別では決勝でコマツの天尾に敗れた。福岡国際では決勝でアトランタオリンピック金メダリストであるベルギーのウラ・ウェルブルックに内股で敗れて2位だった。
他の選手とはタイミングが異なると指摘されている背負投や内股、払腰などを武器にジュニアでは国内外で無敵を誇ったものの、シニアでは復帰してきた田辺や階級を下げてきた阿武などに阻まれて2位、3位が多く、ジュニアの時ほどの活躍は見られなかった。
なお、夙川学院高校時代の同級生には、総合格闘技やサンボ、BJJなどで活躍した赤野仁美と藤井恵、1学年下にはシドニーオリンピックの78kg超級で銅メダルを獲得した山下まゆみがいた。
引退後は奈良市内で中学の教諭となった。

## 主な戦績
72kg級での戦績
- 1990年　- インターハイ　団体戦　優勝
- 1991年　- 全国高校選手権　優勝
- 1991年　- インターハイ　団体戦　優勝
- 1991年　- ドイツジュニア国際　優勝
- 1992年　- 高校選手権　優勝
- 1992年　- インターハイ　団体戦　5位
- 1992年　- ポーランドジュニア国際　優勝
- 1992年　- 世界ジュニア　優勝
- 1992年　- 全日本女子柔道強化選手選考会　3位
- 1992年　- 福岡国際　優勝
- 1993年　- 東アジア大会　3位
- 1993年　- 体重別　3位
- 1993年　- 全日本学生柔道優勝大会　団体戦　2位
- 1993年　- 全日本学生選手権　無差別　2位
- 1993年　- 福岡国際　2位
- 1994年　- 全日本学生選手権　無差別　2位
- 1994年　- 全日本女子柔道強化選手選考会　3位
- 1995年　- 体重別　3位
- 1995年　- 正力杯　優勝
- 1995年　- ユニバーシアード　優勝
- 1995年　- 福岡国際　2位
- 1996年　- フランス国際　5位
- 1996年　- 体重別　2位
- 1996年　- 正力杯　優勝
- 1996年　- アジア選手権　優勝
- 1996年　- 全国女子柔道体重別選手権大会　2位
- 1997年　- ドイツ国際　優勝
- 1997年　- 体重別　2位
- 1997年　- 東アジア大会　優勝
- 1997年　- アジア選手権　3位

70kg級での戦績
- 1997年　- 福岡国際　3位
- 1998年　- フランス国際　3位
- 1998年　- 体重別　3位
- 1998年　- ワールドカップ団体戦　5位
- 1999年　- 体重別　2位
- 1999年　- アジア選手権　3位
- 1999年　- 全国女子柔道体重別選手権大会　3位
- 1999年　- 福岡国際　2位

(出典、JudoInside.com)